# Muzeum J. M. Petzvala
Muzeum J. M. Petzvala ve Spišské Belé je pobočkou Slovenského technického muzea v Košicích. Je věnováno osobnosti slovenského vynálezce Jozefa Maximiliána Petzvala (1807–1891), rodákovi ze Spišské Belé, který teoreticky i prakticky rozvíjel fotografickou optiku. Nachází se v jeho rodném domě a je věnováno historii fotografické techniky. Budova muzea je zapsána jako národní kulturní památka Slovenské republiky.

## Rodný dům J. M. Petzvala
Muzeum se nachází v pozdně renesanční školní budově s bytem kantora, která byla postavena na místě původní dřevěné školy v roce 1699. Budova byla původně přízemní se zachovanými hřebenovými klenbami. V roce 1757 bylo přistavěno první patro. Přístavba byla v barokním stylu a v prvním patře měla ploché dřevěné kazetové stropy; na jejich výrobu bylo použito červené smrkové dřevo. Budova byla zastřešena šindelovou mansardovou střechou s vikýři.
Během protipartyzánské operace v Lendaku v říjnu 1944 se v přízemí objektu nacházel štáb německého generála Beckera. Od roku 1947 do roku 1960 budova sloužila jako nájemní dům. V roce 1964 zde bylo zřízeno muzeum J. M. Petzvala. V roce 2009 byla renovována dřevěná střecha.

## Vznik muzea
Slovenské technické muzeum v Košicích, jehož pobočkou je muzeum ve Spišské Belé, se od svého počátku věnuje osobnostem, které svou prací přispěly k celosvětovému technickému rozvoji. Jednou z takových osobností byl Josef Maximilián Petzval (1807–1891), rodák ze Spišské Belé, jehož dílo dalo nový rozměr fotografické optice v teorii i praxi. Z iniciativy a za pomoci občanů Spišské Belé, nadšenců pro místní historii, bylo v roce 1964 založeno muzeum zaměřené na historii fotografické techniky a přínos J. M. Petzvala k ní. Bylo umístěno v jeho rodném domě, kde se narodil i Petzvalův bratr Oto Baltazár, jemuž je věnována část expozice jako významnému matematikovi, učiteli, autorovi učebnic matematiky a také členu Uherské akademie věd. Realizaci první expozice navrhl Rudolf Skopec z Prahy, odborník na dějiny fotografie, který vycházel z publikace Dějiny fotografie v obrazech od nejstarších dob k dnešku.

## Expozice

### Život a dílo Jozefa Maximiliána Petzvala a Otto Baltazara Petzvala
Místnost věnovaná bratrům Petzvalovým připomíná pracovnu J. M. Petzvala s historickým vybavením. Její součástí je také sbírka vystavených objektivů a cestovní fotografický přístroj (1890). J. M. Petzval se podílel na výpočtech pro konstrukci svého krajinářského objektivu. V domě se narodil také bratr J. M. Petzvala – Otto Baltazár Petzval, významný matematik, vědec a inženýr, autor mnoha učebnic elementární a vyšší matematiky, technické mechaniky, vodního stavitelství a astronomie. Proto se v místnosti nalézají četné dokumenty o činnosti tohoto významného rodáka ze Spišské Belé. Součástí expozice o obou bratrech je promítání dokumentárních filmů dokumentaristy Ivana Rumanovského o jejich životě.

### Počátky fototechniky a fotografie – Od camery obscury k první fotografii
Tato část expozice sleduje vývoj fotografické techniky od prvních pokusů s camerou obscurou až po první fotografii z roku 1826. Vedle dvourozměrného materiálu, který ukazuje vynález fotografické techniky v jejích počátcích a který zahrnuje i ukázky daguerrotypií, ambrotypií a ferrotypií, jsou fotografické přístroje instalovány ve čtrnácti samostatných vitrínách, které jsou uspořádány podle zavedené typologie a formátu. Dobově uspořádaný fotoateliér z počátku 20. století se snaží připomenout atmosféru počátků ateliérové fotografie.
Na období daguerrotypie navazuje v expozici tematický celek zahrnující fotografické přístroje a zařízení od doby Petzvalova působení a jejich vývoje až po nejnovější digitální přístroje.
Součástí je také fotokomora vybavená potřebnými přístroji a pomůckami ze 70. let 20. století, která ukazuje mokrý proces zhotovování černobílých a barevných fotografií a negativů.

### Přehled dějin kinematografie
Fotografie a kinematografie se vyvíjely společně. Historii kinematografie ve světě a na Slovensku je věnována výstava v místnosti v přízemí. Informuje o chronologii vývoje filmových přístrojů, o rozmanitosti jejich konstrukcí a technik natáčení. Představuje také promítací techniku od počátků až po nejnovější období. Návštěvník má možnost promítnout si film na dobových i současných přístrojích. Na výstavě jsou zastoupeny všechny filmové formáty 35,16, 9,5 a 8 mm. Ze strojů jsou zajímavé projektory Imperator 35, AEG a Meopton II, ale nabídka strojů sahá až do nedávné doby. V expozici jsou zastoupeny firmy Arnold&Richter, Baťa Zlín, Bell&Howell, Bolex, Eumig, H. Ernemann, KMZ, Meopta, Paillard, Páthé Fréres, Siemens&Halske a další.

## Galerie

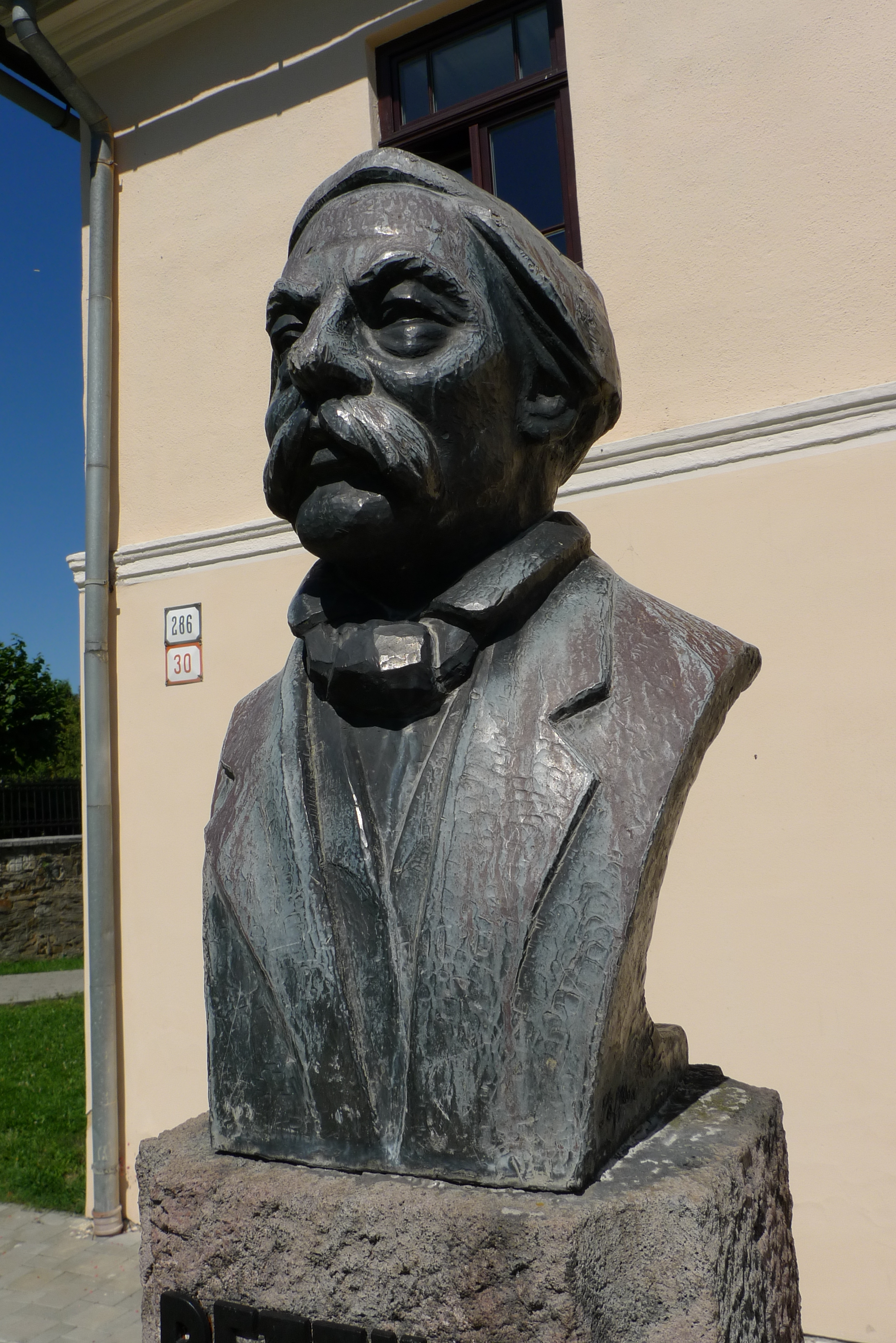
Busta J. M. Petzvala před Muzeem
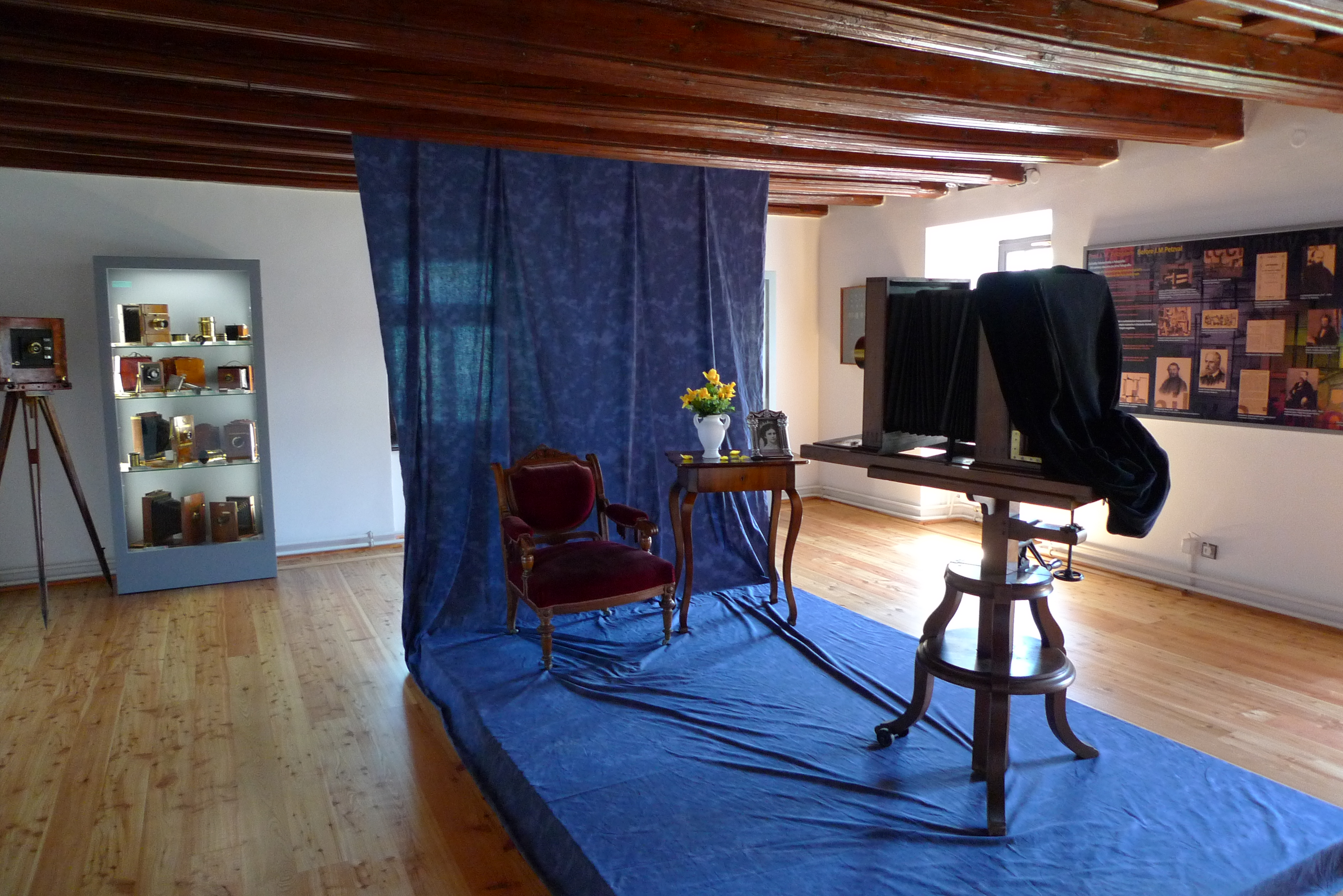
Interiér
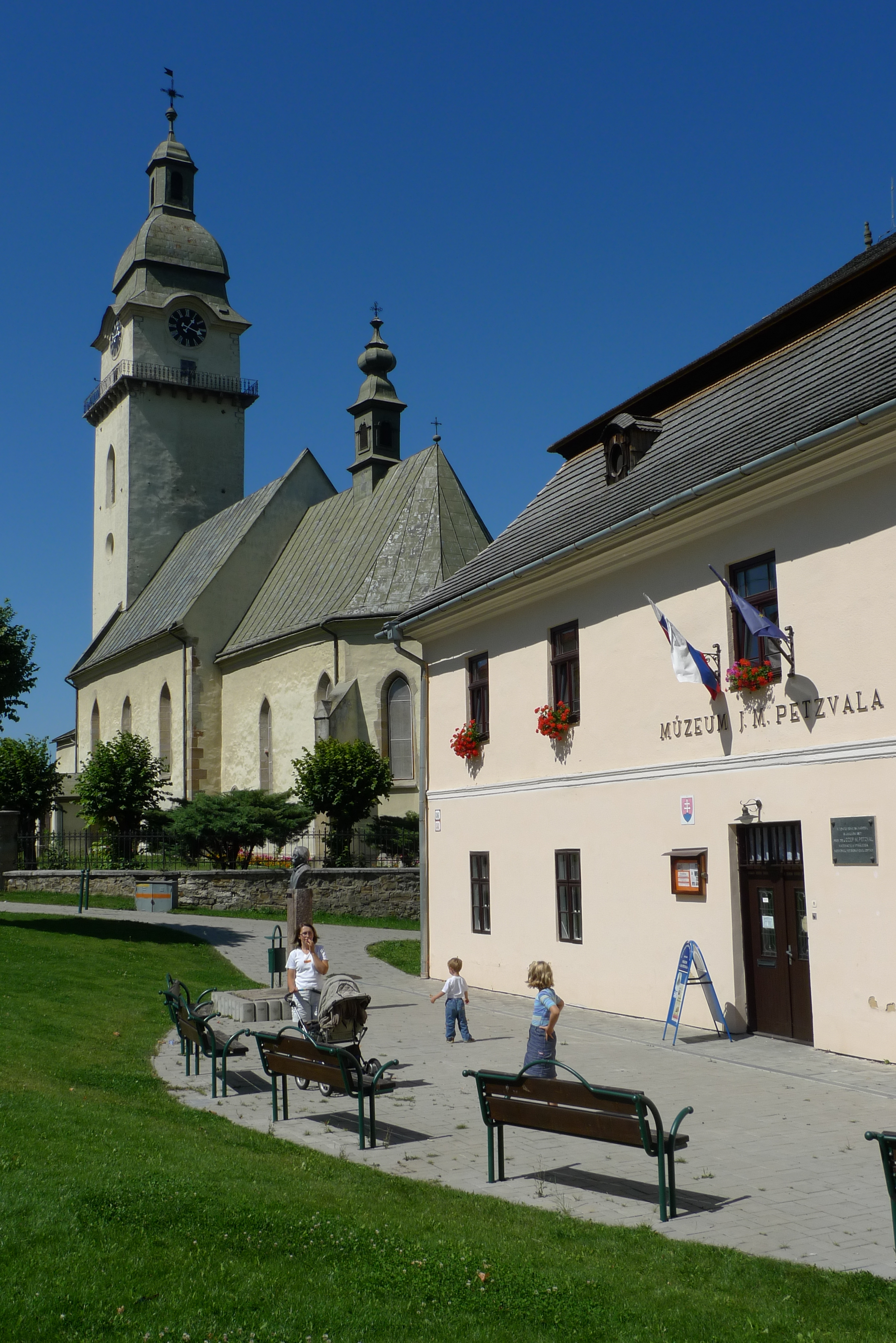
Muzeum
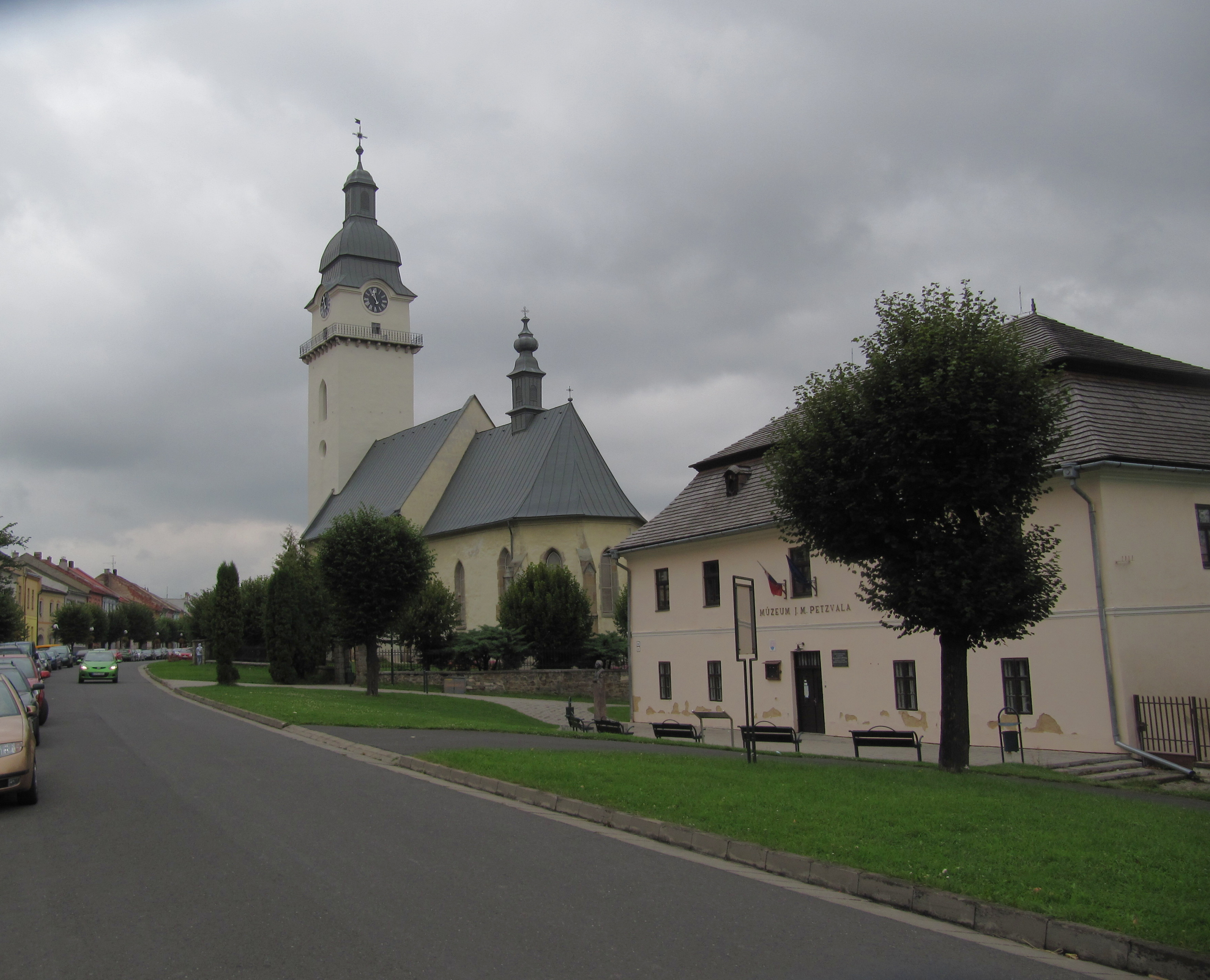
Muzeum